# Jules Dassin
Jules Dassin, vero nome Julius Dassin (Middletown, 18 dicembre 1911 – Atene, 31 marzo 2008), è stato un regista e attore statunitense, considerato uno dei padri del genere noir.

## Biografia

### Origini ed esordi
Proveniente da una numerosa famiglia ebrea di origini russe, Dassin nacque in una piccola città del Connecticut, dove suo padre faceva il barbiere. La sua famiglia si trasferì a New York, nel Bronx, dove Dassin frequentò le scuole superiori e cominciò la sua attività artistica come attore nel teatro yiddish, che era diffusissimo e popolare nella New York della prima metà del Novecento. 
Di idee comuniste, fece parte della compagnia ARTEF, teatro proletario in yiddish, dove scoprì di avere più talento come regista che come attore. Verso la metà degli anni trenta cominciò anche a scrivere adattamenti di opere teatrali per la radio.

### Gli anni a Hollywood

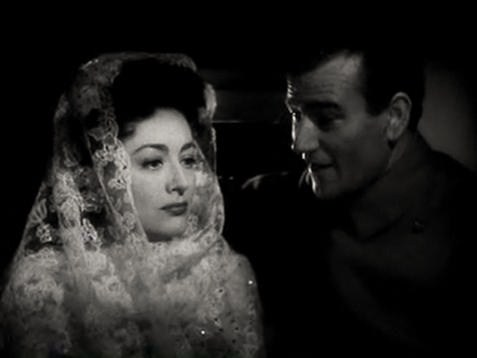
Joan Crawford e John Wayne in la grande fiamma (1942)

All'inizio degli anni quaranta si trasferì a Hollywood per tentare l'ingresso nell'industria cinematografica. Qui fu aiuto regista di Alfred Hitchcock sul set di Il signore e la signora Smith (1941). Successivamente, lo stesso anno, girò il suo primo film per la MGM: Il cuore rivelatore, tratto dal racconto dell'orrore di Edgar Allan Poe. Da quel momento, lavorando per le principali major di Hollywood, girò diversi film, sia noir come Nazi Agent (1942) o La grande fiamma (1942) sia commedie come The Affairs of Martha (1942) o Lo spettro di Canterville (1944).
Il successo del dramma carcerario Forza bruta (1947) e, soprattutto, del noir La città nuda (1948) contribuì però a lanciarlo come un autore importante. Si trattò di due film caratterizzati da una forte attenzione per il duro realismo delle situazioni e delle location: le scene in esterni de La città nuda furono girate dal vero per le strade di New York, al contrario di quello che accadeva di solito nel cinema anni quaranta, per questo si parlò di un'influenza del neorealismo italiano sul regista.

### Maccartismo ed esilio in Europa
La carriera di Dassin nel genere noir sembrava ben avviata, ma negli Stati Uniti il senatore Joseph McCarthy aveva scatenato quella che poi sarà battezzata «caccia alle streghe», nel tentativo di epurare i simpatizzanti comunisti dal mondo del cinema.
Sottoposto a un'infamante inchiesta, nel 1950 il regista Edward Dmytryk cercò di scagionarsi facendo i nomi di diversi simpatizzanti comunisti, fra i quali vi era anche Jules Dassin. Dassin non negò mai di essere stato negli anni trenta un sostenitore del Partito Comunista, ma aveva abbandonato la militanza fin dai tempi degli accordi fra Stalin e Hitler che portarono alla spartizione della Polonia.
Il produttore Darryl Zanuck della Fox, presentendo che la carriera di Dassin sarebbe stata rovinata, lo mandò a Londra assegnandogli l'incarico di dirigere il film I trafficanti della notte (1950) e consigliando al regista di girare prima tutte le scene più costose, in modo che poi la casa produttrice fosse costretta a fargli terminare il film. I trafficanti della notte, che aveva per protagonisti due importanti attori come Richard Widmark e Gene Tierney, narra le vicende di un piccolo delinquente che cerca di farsi strada nel mondo degli incontri di lotta. La pellicola, dura e angosciosa, priva dei caratteri con i quali il pubblico potesse provare una vera complicità, non ebbe successo, ma fu riscoperta negli anni sessanta, specialmente per merito della Nouvelle Vague, ed è attualmente considerata uno dei capolavori di Dassin.
A causa dello scandalo scoppiato dopo la delazione di Dmytryk, Dassin subì un vero e proprio ostracismo, al pari di altri registi e sceneggiatori. Non poté tornare negli Stati Uniti e si stabilì con la famiglia in Francia. Intanto il governo statunitense aveva minacciato i produttori europei di praticare un embargo sui film prodotti in Europa ai quali avessero lavorato personaggi compresi nella cosiddetta lista nera di Hollywood. Dassin rimase perciò disoccupato per lungo tempo e si ridusse in ristrettezze economiche.

### Il ritorno all'attività
Nel 1955 la situazione tornò a migliorare, grazie anche al tramonto della carriera politica del senatore McCarthy, e finalmente Dassin poté scrivere e dirigere un film in Francia. Si trattava del noir Rififi (1955), una storia che descrive passo per passo la preparazione e l'esecuzione di una clamorosa rapina da parte di una banda di professionisti e che divenne per decenni il modello per ogni tipo di film di questo genere, da Colpo grosso (1960) di Lewis Milestone a Rapina a mano armata (1956) di Stanley Kubrick. In Italia, la famosa commedia I soliti ignoti (1958) di Mario Monicelli, ne rappresentava una parodia in modo abbastanza evidente agli occhi del pubblico di quegli anni. Rififi, nel quale Dassin si ritagliò anche un ruolo come attore, fu uno strepitoso successo di critica e box office in Francia e all'estero. François Truffaut lo considerava il miglior noir mai girato. Dassin vinse un premio per la miglior regia al Festival di Cannes e la sua carriera registica riprese quota.

### L'incontro con Melina Merkouri

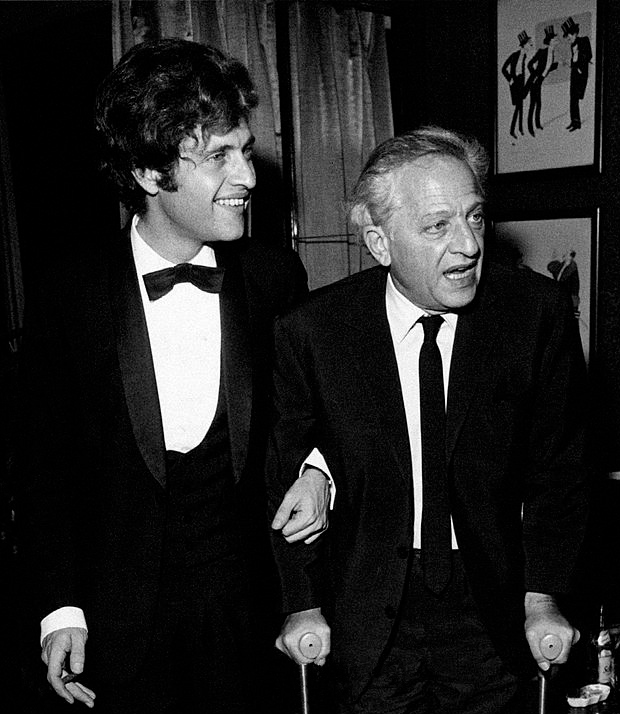
Dassin con il figlio Joe nel 1970

A Cannes, Dassin conobbe l'attrice greca Melina Mercouri, con la quale intraprese subito un'appassionata relazione. I due si sposarono nel 1966, dopo che Dassin ottenne il divorzio dalla sua prima moglie. Dassin diresse Melina Mercouri in diversi film, fra i quali Colui che deve morire (1957), un rifacimento della storia di Cristo ambientata nella Grecia occupata dai turchi, e La legge (1958), una coproduzione italo-francese con Marcello Mastroianni e Gina Lollobrigida. Ma il successo più grande della coppia fu la commedia Mai di domenica (1960), nella quale la Mercouri interpretava la parte di una prostituta dal cuore d'oro in coppia con lo stesso Dassin, nel ruolo di uno studioso statunitense che si innamora di lei. Anche questo film fu un successo internazionale tanto che Dassin ottenne due nomination all'Oscar per la sceneggiatura e la regia.

### Ultimi anni
Dopo il matrimonio con Melina Mercouri, Dassin si trasferì stabilmente in Grecia, continuando a dirigere film fino al 1980. Sua moglie, che proveniva da una famiglia con forti tradizioni politiche, lasciò la recitazione nel 1974 per dedicarsi alla politica con il PASOK, il partito socialista greco. Nel 1981 la Mercouri divenne ministro della cultura per il governo greco e si dedicò fino alla morte al progetto di recupero dei marmi del Partenone, che si trovano attualmente esposti al British Museum. Alla sua morte, nel 1994, Dassin creò la Fondazione Melina Mercouri, un'istituzione dedicata a sensibilizzare l'opinione pubblica internazionale in merito a questo problema.
Dal precedente matrimonio con la musicista Beatrice Launer, Jules Dassin aveva avuto tre figli, fra i quali Joe Dassin, cantante noto in Francia, che morì prematuramente nel 1980.

## Filmografia
- Il cuore rivelatore (The Tell-Tale Heart) (1941) cortometraggio
- Nazi Agent (1942)
- The Affairs of Martha (1942)
- La grande fiamma (Reunion in France) (1942)
- Young Ideas (1943)
- Lo spettro di Canterville (The Canterville Ghost) (1944)
- Una lettera per Eva (A Letter for Evie) (1945)
- La taverna dei quattro venti (Two Smart People) (1946)
- Forza bruta (Brute Force) (1947)
- La città nuda (The Naked City) (1948)
- I corsari della strada (Thieves' Highway) (1949)
- I trafficanti della notte (Night and the City) (1950)
- Rififi (Du rififi chez les hommes) (1955)
- Colui che deve morire (Celui qui doit mourir) (1957)
- La legge (La loi) (1958)
- Mai di domenica (Pote tin Kyriaki) (1960)
- Fedra (Phaedra) (1961)
- Topkapi (1964)
- Alle 10.30 di una sera d'estate (10:30 P.M. Summer) (1966)
- Hamilchama al hashalom (1968)
- Tradimento (Up Tight!) (1968)
- Promessa all'alba (Promise at Dawn) (1970)
- I dokimi (1974)
- Kravgi gynaikon (1978)
- Quei due (Circle of Two) (1981)

## Doppiatori italiani
- Nando Gazzolo in Rififi
- Gianni Bonagura in Mai di domenica